# Frisson (film)
Pour plus de détails, voir Fiche technique et Distribution.
Frisson (Spogliando Valeria) est un giallo érotique réalisé par Bruno Gaburro et sorti en 1989.

## Synopsis
Après la mort d'un de ses amis, un jeune musicien s'installe dans l'appartement du défunt pour composer un morceau en sa mémoire. Il rencontre ensuite une femme charmante qui entretient une double relation avec un sénateur et son beau-fils. Devenu son amant, le musicien est incité à tuer deux intrus, dont la femme serait la victime. Peu convaincu, le jeune homme décide de suivre la femme, mais découvre finalement que c'est elle qui a tué les deux hommes, en essayant de lui faire porter le chapeau, et qu'elle est également responsable de la mort de son ami qui avait refusé de la suivre dans son projet criminel.

## Fiche technique
- Titre français : Frisson[1]
- Titre original italien : Spogliando Valeria ou Dentro la notte[2]
- Réalisateur : Bruno Gaburro
- Scénario : Roberto Leoni
- Photographie : Sergio Rubini
- Montage : Vanio Amici
- Musique : Paolo Rustichelli (it)
- Décors : Joseph Teichner
- Costumes : Silvio Laurenzi
- Production : Pino Buricchi
- Société de production : Life International
- Pays de production :  Italie
- Langue originale : italien
- Format : Couleurs
- Durée : 98 minutes
- Genre : Giallo érotique
- Dates de sortie :
  - France : 27 juillet 1989
  - Italie : 8 août 1989

## Distribution
- Dalila Di Lazzaro : Eva
- Gérard Manzetti : Chris
- Donald Burton : Sénateur Verani
- Gino Concari : Luca Verani
- Federica Farnese : Magda
- Lino Salemme :
- Alogero Buttà :
- Sebastiano Lo Monaco :
- Ida Eccher :
- Alessandro Pala :
- Gianfilippo Pierantozzi :
- Alessandro Criscitiello :
- Massimiliano Jacolucci :
- Bruno Di Luja :
- Marco Stefanelli :